# Шавалиев, Дава
Дава́ Шавали́ев (калм. Дава Шавалин, 1884 г., урочище Хеечи, Янга-Эркетеневский аймак, Адык-Икицохуровский улус (ныне Яшкульский район, Калмыкия), Астраханская губерния, Российская империя — 1959 г., Калмыцкая АССР, РСФСР) — калмыцкий рапсод, сказитель калмыцкого эпоса «Джангар», джангарчи, калмыцкий писатель.

## Биография
Дава Шавалиев родился в 1884 году в бедной калмыцкой семье. Мальчик часто слушал народные сказания, которые пел ему его отец. В 12 лет Дава Шавалиев уже знал наизусть несколько песен калмыцкого эпоса «Джангар». В зрелые годы он уже знал и исполнял все песни «Джангара».
В 1938 году был приглашён в Москву для участия в мероприятиях по подготовке празднования пятисотлетия калмыцкого эпоса «Джангар». Дава Шавалиев несколько раз исполнял песни «Джанагара» перед московской публикой.
В 1939 году неграмотного Даву Шавалиева как знатока народного калмыцкого фольклора приняли в Союз писателей СССР. В этом же году он посетил Москву, где повстречался с писателем А. А. Фадеевым и художником В. А. Фаворским, который собирал иллюстрированный материал для издания эпоса «Джангар».
В 1940 году на юбилейном конкурсе исполнителей-джангарчи Дава Шавалиев занял второе место после Мукебюна Басангова.
Умер в 1959 году в возрасте 75 лет.

## Творчество
Публиковал отдельные стихотворения в местных калмыцких периодических изданиях. Большинство довоенных стихотворений Давы Шавалиева были утеряны. До нашего времени сохранилось несколько звуковых записей песен Давы Шавалиева. 
Его характеризуется добавлением некоторых новых элементов в уже известные и записанные песни калмыцкого эпоса. Дава Шавалиев не принадлежал к эпической школе Ээлян Овла, которая придерживалась уже установившегося канона эпоса «Джанагар». В 1939 году этнограф А. В. Бурдуков записал из его уст четыре песни «Джанагара», которые были изменёнными вариантами из репертуара джангарчи Ээлян Овла: «О женитьбе богатыря Хонгора», «О битве джангаровых богатырей с Мангна-ханом», «Об Аля-Монхля» и «О краже скакуна Аранзала».
Зимой 1940 года от Давы Шавалиева были также записаны две песни «Песнь о поединке Джанагара и его богатырей с мангасовым воином Монхуля, сыном Кермина, владеющим карсивым жёлто-пёстрым конём», объёмом 310 стихотворных строк и «Песнь о том, как вражеский богатырь Аля-Монхля угнал Аранзала-Зэрдэ», объёмом 558 стихотворных строк. Эти песни под названиями «Война Кермена с Монхулой» и «Как украли Аранзала» были опубликованы в журнале «Улан Туг» («Красное Знамя») (№ 7, 1940 год).
В 1957 году калмыцкий писатель Алексей Балакаев, будучи три дня в гостях у Давы Шавалиева, записал из его уст калмыцкие благопожелания (йөрәл), которые были опубликованы в 1960 году на калмыцком языке и в 1964 году — на русском языке.

## Сочинения
- Дава Шавалиев, Благопожелания джангарчи, Элиста, Калмиздат, 1960 г. (на калмыцком языке);
- Дава Шавалиев, Благопожелания, Перевод А. Николаева, Элиста, Калмиздат, 1964 г.

## Источник
- История калмыцкой литературы // Дооктябрьский период. — Элиста: Калмыцкое книжное издательство, 1981. — Т. 1. — С. 164.
- М. Э. Джингиров, Писатели советской Калмыкии, Библиографический справочник, Элиста, Калмыцкое книжное издательство, 1966, стр. 181—184
- Н. Ц. Биткеев, Джангарчи, Элиста, 2001 г., стр. 141—161
- Сангаджиева Н., Джангарчи, Элиста, Калмыцкое книжное издательство, 1990, стр. 48 — 52, ISBN 5-7539-0158-1